# Oiva Lommi
Oiva Lommi (30 de junio de 1922-23 de julio de 2000) fue un deportista finlandés que compitió en remo. Participó en dos Juegos Olímpicos de Verano en los años 1948 y 1952, obteniendo una medalla de bronce en Helsinki 1952 en la prueba de cuatro sin timonel.

## Palmarés internacional
| Juegos Olímpicos | Juegos Olímpicos     | Juegos Olímpicos  | Juegos Olímpicos   |
| Año              | Lugar                | Medalla           | Prueba             |
| ---------------- | -------------------- | ----------------- | ------------------ |
| 1952             | Helsinki (Finlandia) | Medalla de bronce | Cuatro sin timonel |